# Чашка (община)
Общи́на Чашка (мак. Општина Чашка) — община в Північній Македонії. Адміністративний центр — село Чашка. Розташована в центральній частині Македонії у складі Вардарського регіону з населенням 7 673 особи, які проживають на площі — 819,45 км².
2007 року до общини було приєднано 3 села з общини Велес та повністю общини Богомила і Ізвор.

## Населені пункти
| №  | Населений пункт | Населення, осіб (2002) |
| -- | --------------- | ---------------------- |
| 1  | Баніця          | 55                     |
| 2  | Бусилці         | 18                     |
| 3  | Войниця         | 32                     |
| 4  | Голозинці       | 43                     |
| 5  | Горно-Врановці  | 199                    |
| 6  | Еловець         | 46                     |
| 7  | Крайниці        | 16                     |
| 8  | Крива Круша     | 2                      |
| 9  | Лисиче          | 159                    |
| 10 | Мелниця         | 743                    |
| 11 | Ново-Село       | 6                      |
| 12 | Отиштино        | 59                     |
| 13 | Раковець        | 29                     |
| 14 | Чашка           | 1471                   |

Населені пункти ліквідованої общини Богомила:
| №  | Населений пункт | Населення, осіб (2002) |
| -- | --------------- | ---------------------- |
| 1  | Бистриця        | 124                    |
| 2  | Богомила        | 476                    |
| 3  | Габровник       | 9                      |
| 4  | Мокрени         | 16                     |
| 5  | Нежилово        | 63                     |
| 6  | Ораов-Дол       | 3                      |
| 7  | Ореше           | 218                    |
| 8  | Папрадиште      | 7                      |
| 9  | Плевенє         | 2                      |
| 10 | Согле           | 137                    |
| 11 | Теово           | 179                    |
| 12 | Црешнево        | 8                      |

Населені пункти ліквідованої общини Ізвор:
| № | Населений пункт | Населення, осіб (2002) |
| - | --------------- | ---------------------- |
| 1 | Владиловці      | 77                     |
| 2 | Долно-Врановці  | 51                     |
| 3 | Ізвор           | 480                    |
| 4 | Крнино          | 3                      |
| 5 | Мартолці        | 180                    |
| 6 | Оморани         | 143                    |
| 7 | Смиловці        | 20                     |
| 8 | Старий Град     | 95                     |

Населені пункти передані зі складу общини Велес:
| № | Населений пункт | Населення, осіб (2002) |
| - | --------------- | ---------------------- |
| 1 | Горно-Яболчиште | 1741                   |
| 2 | Долно-Яболчиште | 718                    |
| 3 | Дреново         | 35                     |